# 丛台东街道
丛台东街道，是中华人民共和国河北省邯郸市丛台区下辖的一个乡镇级行政单位。

## 行政区划
丛台东街道下辖以下地区：
滏春社区、研究巷社区、春光社区、黄梁梦煤指社区、黄梁梦建安社区、七一八所社区、展南社区、滏西社区、中煤社区、煤炭设计院社区、力都社区、展二社区、青年楼社区和欣达社区。